# Deville (Santa Lucía)
Deville es una localidad de Santa Lucía que forma parte del distrito de Soufrière.